# Piersanti Mattarella
Piersanti Mattarella (24 de maio de 1935 - 6 de janeiro de 1980) foi um político italiano. Foi assassinado pela máfia enquanto ocupava o cargo de Presidente do Governo Regional da Sicília. Ele era irmão de Sergio Mattarella, que é presidente da Itália desde fevereiro de 2015.

## Vida
Mattarella cresceu em uma família de políticos: ele era filho de Bernardo Mattarella, seu irmão é o atual presidente italiano Sergio Mattarella. Membro da Democrazia Cristiana ocupou cargos no Parlamento desde 1967, tornando-se Presidente da Região da Sicília em 1978. Ele viu a luta contra a máfia e seu envolvimento com a política como o principal objetivo de seu mandato, às vezes incluindo membros de seu próprio partido. Ele queria libertar todos os cargos públicos dos membros da máfia e estabelecer na Sicília a base legal nesta área que era comum no resto da Itália. Após rumores de que Mattarella estava prestes a ser assassinado, Giulio entrou em contato com Andreottio chefe da máfia Stefano Bontade e queria dissuadi-lo do projeto, mas falhou com a tentativa.
Em 6 de janeiro de 1980, Piersanti Mattarella foi assassinado em Palermo pelos Corleonesi em frente à sua residência na Via Libertà. Segundo o pentito Francesco Marino Mannoia, os assassinos de Mattarella foram os membros da Cosa Nostra Salvatore Federico, Francesco Davì, Santo Inzerillo e Antonio Rotolo.